# Ray Teal
Ray Teal (12 de enero de 1902 - 2 de abril de 1976) fue un actor estadounidense que, a lo largo de una carrera artística de 37 años, actuó en más de 250 películas y en unos 90 programas televisivos. Es popularmente conocido por su rol de sheriff Roy Coffee en Bonanza.

## Biografía
Nacido en Grand Rapids (Míchigan), Teal era saxofonista antes de dedicarse a la interpretación, abriéndose camino como líder de banda mientras estudiaba en la Universidad de California en Los Ángeles.
Él hizo pequeños papeles en películas de género western durante varios años antes de conseguir un papel sustancial en Northwest Passage (1940). Otro de sus papeles destacados fue el de Little John en The Bandit of Sherwood Forest (El hijo de Robin de los bosques) (1946) y, quizás, la más destacada de sus actuaciones cinematográficas fue la de juez en Judgment at Nuremberg (1961), film interpretado, entre otros actores, por Spencer Tracy.
En la temporada 1955-1957 intervino en tres episodios de la serie televisiva Crossroads, una producción centrada en clérigos de diferentes tendencias religiosas, y en 1955 trabajó en el episodio "Julesburg" del show de la ABC Cheyenne, protagonizado por Clint Walker.
Sin embargo, su papel más duradero fue el del sheriff Roy Coffee en Bonanza entre 1960 y 1972. Anteriormente también había sido sheriff en el film El gran carnaval. 
Ray Teal falleció por causas naturales en 1976 en Santa Mónica (California). Tenía 74 años de edad. Fue enterrado en el Cementerio de Holy Cross, en Culver City, California.

## Filmografía seleccionada
- Northwest Passage (1940)
- Sergeant York (1941)
- Murieron con las botas puestas (1941)
- The Big Shot (1942)
- Apache Trail (1942)
- Back to Bataan (1945)
- Dead Reckoning (1947)
- Road House (1948)
- Juana de Arco (1948)
- Ace in the Hole (1951)
- The Wild North (1952)
- Carrie (1952)
- The Wild One (¡Salvaje!) (1953)
- The Indian Fighter (Pacto de honor) (1955)
- The Guns of Fort Petticoat (1957)
- Inherit the Wind (1960)
- Home from the Hill (Con él llegó el escándalo, 1960)
- Cattle King (Pistolas en la frontera) (1963)
- Bullet for a Badman (1964)
- Chisum (1970)
- "The hanged man" (1974) as Judge Homer Bayne